# 68 Comeback Special
'68 Comeback Special är det sedermera etablerade namnet på en musikshow från 1968 med Elvis Presley, producerad för televisionen av Steve Binder. Det ursprungliga namnet på programmet var bara ELVIS eller Singer presents ELVIS efter symaskinstillverkaren Singer som sponsrade sändningen.
När Elvis Presleys manager Tom Parker slöt avtalet med NBC om att Elvis skulle göra en tv-special var hans vision att det skulle vara en julspecial. Elvis skulle under en timmes tid framför en juluppsättning med en dekorerad julgran sjunga välbekanta julsånger och därefter önska alla en god jul. Inspelningsteamet med producenten Steve Binder i spetsen ville något helt annat. De ville fånga den Elvis som hade varit avgörande för utvecklingen av rock'n'roll och visa att han inte var någon relikt från det förflutna. Elvis ställde sig på Binders sida – ett av de få tillfällen i hans karriär då han gått emot sin managers önskan.
Att programmet har kommit att kallas comeback, alltså återkomst, hänger samman med att det innebar en nystart för Elvis karriär. Den första tv-sändningen av programmet i USA skedde den 3 december 1968 och fick mycket höga tittarsiffror. Soundtracket till showen som släpptes under namnet NBC TV-Special (efter tv-bolaget som producerade specialen) av RCA Victor strax dessförinnan, blev topp-tio-placerat på den amerikanska Billboard 200-listan. Det var Elvis högsta listplacering sedan januari 1966. Men viktigare var måhända att Elvis under 1969 som en direkt följd av framgången med TV-specialen återigen började uppträda live inför publik och spela in musik som rönte stor framgång. Exempelvis kom han att toppa singellistan i USA med "Suspicious Minds".
Det var också första gången som en show på bästa sändningstid hade tillägnats en enda artist, utan några gästartister. Binder ville få Elvis att återvända till sina rötter. I showen framförde Elvis ett antal av sina största hittar live på en boxningsliknande scen inför en liten publik som satt tätt intill scenen. Han genomförde dessutom vad som har ansetts vara det första tv-sända akustiska liveframträdandet med några vänner på samma lilla scen. Det var en föregångare till det som senare skulle bli berömt på musikkanalen MTV som MTV Unplugged.

## Bakgrund
Efter att Elvis Presley i mars 1960 hade återkommit till USA från sin militärtjänstgöring i Tyskland, kom han i allt större utsträckning att fokusera på att spela in filmer. Hans skivutgivning kom också i ökande takt att bestå av album med låtar från filmerna, i stället för av rena studioalbum.

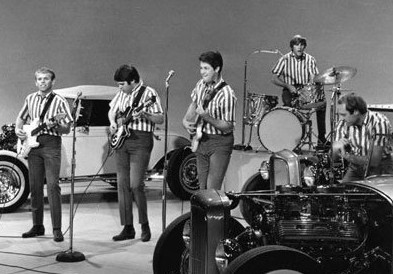
The Beach Boys, ett av de framgångsrika amerikanska västkustbanden.

Under två och ett halvt års tid från 1964 till 1966 gjorde Elvis inga studioinspelningar alls frånsett till soundtrack. Hans filmkarriär hade blivit en stor besvikelse för honom, och hans tilltagande tristess hade gjort honom både nedstämd och missmodig. I mitten av 1960-talet fann han inte längre någon utmaning i att göra de filmer som han gjorde eller spela in de soundtrackalbum som han spelade in. Var det något som Elvis Presley behövde för att engagera sig, var det en utmaning. År 1967 var Elvis popularitet i dalande. Den brittiska vågen under mitten av 1960-talet med The Beatles som dess främsta representant, hade nu också följts av en enorm uppgång av popmusik på västkusten i USA. Bland de framgångsrika banden och artisterna fanns Jim Morrison och The Doors, Jefferson Airplane, Janis Joplin, The Byrds, The Beach Boys, The Grateful Dead och flera andra. Detta var början på den kanske mest kreativa perioden inom amerikansk popmusik sedan mitten av femtiotalet då Elvis slog igenom som den då framgångsrikaste artisten. Medan musikindustrin rusade fram på jakt efter dessa nya trender, hamnade Elvis alltmer i bakvattnet. Hans skivförsäljning sjönk till en för honom rekordlåg nivå. Enligt alla gällande normer var Elvis Presley nu bara en berömdhet vars storhetstid var över.

## Upprinnelsen
Elvis var olycklig och förtvivlad över sin havererade karriär. Detta och det faktum att hans filmer drog in betydligt mindre pengar än i början av 1960-talet, ledde till att Elvis manager, överste Tom Parker, sökte nya projekt för sin klient. Hösten 1967 hade Parker svårt att förhandla fram nya filmavtal som var tillräckligt ekonomiskt inkomstbringande, nämligen som gav en miljon dollar. Han vände sig då i stället till tv-bolaget NBC. I oktober 1967 träffade han Tom Sarnoff som vid tiden var vice ordförande för NBC:s västkustavdelning, och de utarbetade ett avtal för hur NBC (i samarbete med Universal Pictures) skulle kunna finansiera en av Elvis kommande långfilmer (vilken kom att bli hans sista spelfilm, Change of Habit). Förutsättningen för avtalet var att Elvis för NBC:s räkning skulle göra en entimmes lång julspecial som kunde sändas på tv i december 1968. Det skulle bli Elvis första framträdande i tv på åtta år, och han hade inte uppträtt inför en livepublik på sju år. NBC skulle betala totalt 1 250 000 dollar, varav 1 miljon dollar som ersättning för filmen. Enligt Parker var det en summa som visade på respekt. Samtidigt skulle NBC få en tv-show med Elvis för en spottstyver.

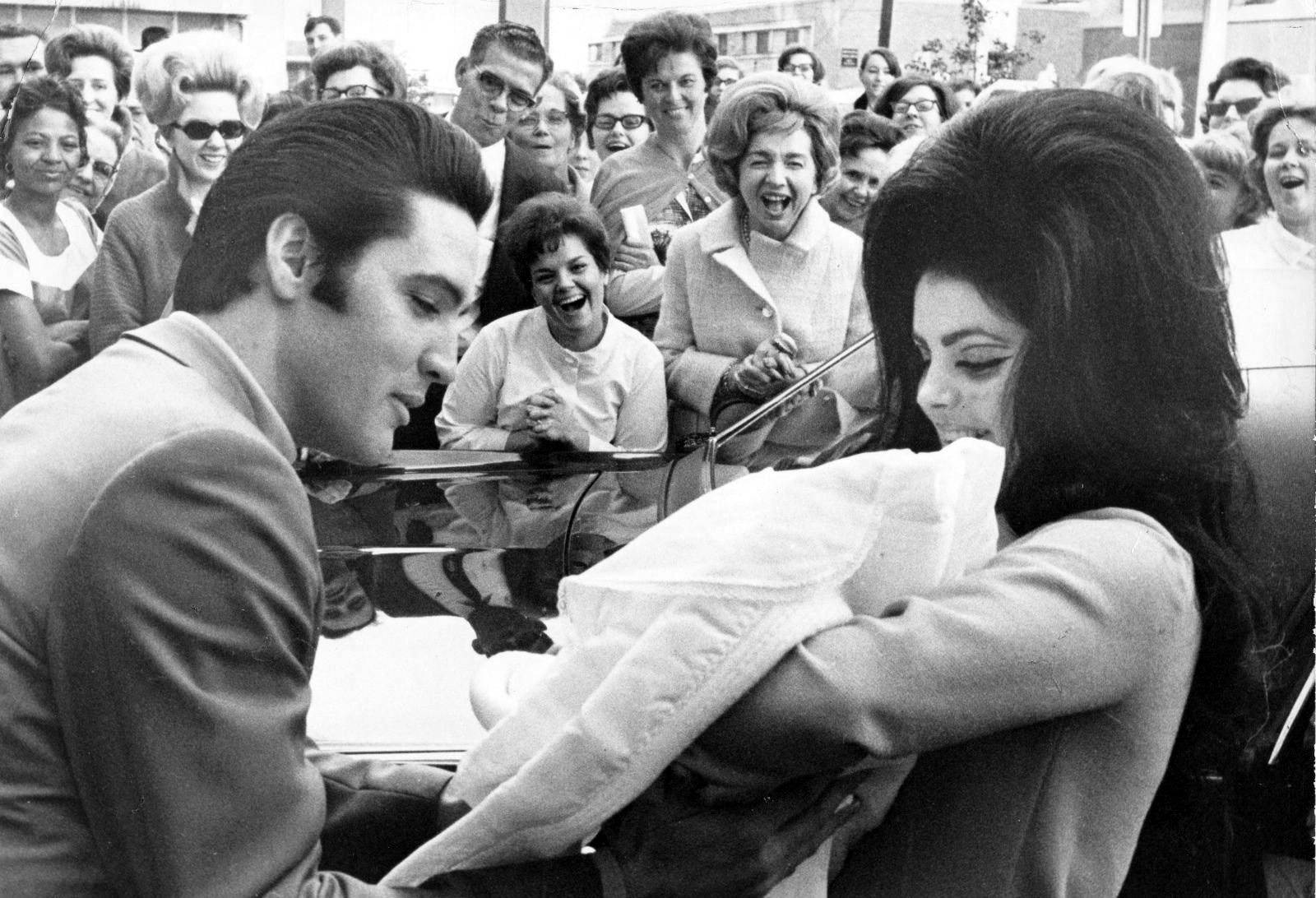
Elvis Presley och Priscilla med den nyfödda Lisa Marie i februari 1968.

I början av 1968 hade avtalet med NBC gått i lås, men Elvis var inte glad. Han såg det som ännu en av Parkers komplotter. Parker ville ha ytterligare en julskiva och Elvis var inte intresserad av att stå och sjunga ett antal julsånger i nationell tv. Han kände att Parker höll på att förvandla honom till ett skämt. Strax därefter, den 1 februari 1968, lystes dock hans tillvaro upp då hans hustru Priscilla födde dottern Lisa Marie, och Elvis blev vid 33 års ålder pappa för första (och enda) gången. I mars 1968 hade Parker fått tag på en lämplig sponsor för tv-specialen, Singer Sewing Machine Company, som genom sin representant Farlan Myers redan hade en sponsorrelation med NBC:s försäljningsavdelning.
Robert "Bob" S. Finkel (1918–2012) på NBC utsågs till att vara showens exekutiva producent. Efter en serie av möten, hade Finkel lyckats övertyga sponsorn Singer, NBC och så småningom också Parker att överge den ursprungliga planen om att låta Elvis under en timmes tid sjunga julsånger på en i övrigt tom scen. Parker var dock inte lättövertalad. 
På morgonen den 17 maj hölls ett möte på Parkers kontor i MGM Studios i Culver City. Närvarande var utöver Parker också Finkel samt Steve Binder och Bones Howe. De båda sistnämnda hade nyligen utsetts av NBC till att sköta produktionen av tv-showen och skulle nu godkännas av Parker. I samband med mötet överlämnade Parker ett ljudband och en färgbroschyr till Binder, där det på baksidan stod: "Det fullständiga manuset till Elvis julspecialprogram." Hösten dessförinnan, den 9 december 1967, hade man sänt en julshow på radio med endast en berättarröst, några Elvis-skivor och en inspelad hälsning från Elvis. Parker tänkte sig att NBC-teamet på något sätt kunde överföra detta till tv-mediet. Parker hade redan satt sin medhjälpare Tom Diskin på att samla in julmaterial. Musikförlaget Hill & Range skickade med en lista med jullåtar som de rekommenderade. När Parker överlämnade materialet sa han att det innehöll det som skulle bli NBC:s julspecial med Elvis. Steve Binder ogillade starkt idén att producera ett program med bara jullåtar.
Utöver Finkel ska också Singers representant, Alfred Di Scipio, ha varit inblandad i övertalningsförsöken av Parker. Också han ansåg att programmet inte borde vara en rent julorienterad show, utan i stället innehålla Elvis hittar från de senaste åtta eller tio åren och vara en berättelse om Elvis som upphovsmannen till en musikstil som hade blivit en integrerad del av den samtida kulturen. Till slut ska Parker ha gett med sig och meddelat att så länge som programmet förblev en enmansshow och skivbolaget fick ett musikalbum och en julsingel från det, skulle han överlåta åt Finkel att fatta de kreativa besluten.
Bob Finkel trodde att Steve Binder skulle bli perfekt som regissör för specialen. Han hade rykte om sig att vara den mest kreative, men samtidigt också mest oberoende, omutlige och kontroversielle artistproducenten i tv-branschen. Han var en ung rebell och i ungefär samma ålder som Elvis och var någon som Elvis därför borde kunna relatera till. Finkel hade alldeles nyss läst om Binders produktion av tv-specialen Petula tidigare samma år med den kontroversiella och banbrytande händelsen då en vit artist (Petula Clark) och en svart artist (Harry Belafonte) fysisk rörde vid varandra. Det var första gången som det skedde i en nationell tv-show på bästa sändningstid. Binder hade också producerat den mycket framgångsrika popmusik-tv-showen Hullabaloo. Dessutom hade han producerat och regisserat konsertfilmen T.A.M.I. Show, där han lät bland andra James Brown och Rolling Stones uppträda på samma scen.
Finkel kontaktade Steve Binder i februari 1968, men denne var tveksam till att ta uppdraget. Han hade planer på att i stället göra en långfilm. Hans kompanjon, skivproducenten Dayton Burr "Bones" Howe i Binder–Howe Productions som hade jobbat med Elvis på inspelningsstudion "Radio Recorders" 1956 och 1957, mindes hur Elvis producerade sina egna skivor, hur rolig han var och hur trevligt det hade varit att samarbeta med honom på den tiden. Han sade åt Binder att han helt säkert skulle uppskatta att arbeta med Elvis Presley och att han vore galen om han tackade nej till erbjudandet.

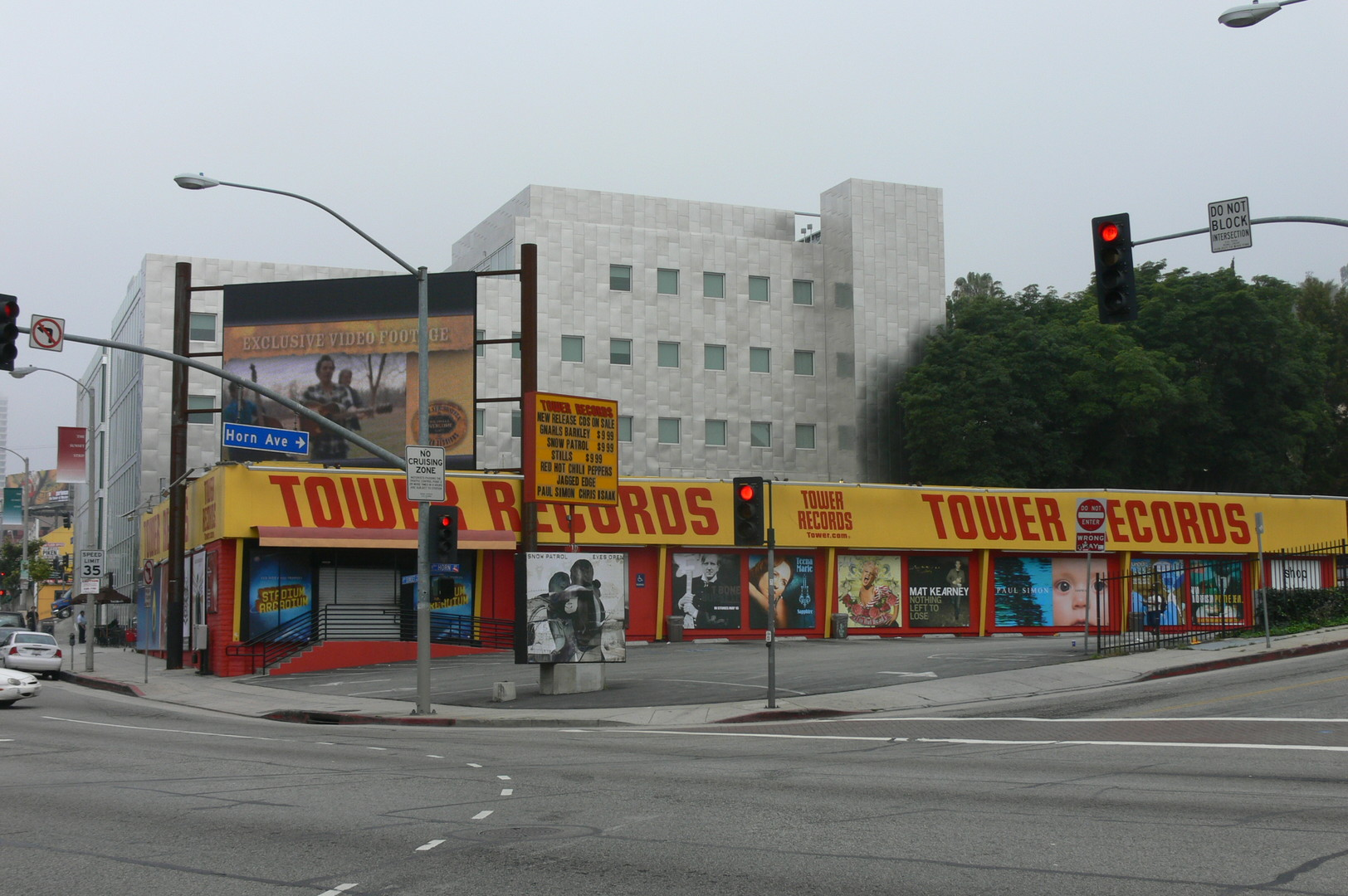
Binder–Howes kontorslokal belägen på 8833 Sunset Boulevard i Los Angeles i den större byggnaden bakom Tower Records. Där tillbringade Elvis den första tiden under förberedelserna för inspelningen av tv-specialen.

Elvis hade samtalat ett antal gånger med den exekutiva producenten Bob Finkel, som var den person på NBC som hade förhandlat fram uppgörelsen, och gradvis hade hans inställning till programmet förändrats. Enligt den promemoria som Finkel skrev efter deras möte den 14 maj ville Elvis att "showen skulle avvika fullständigt från utformningen av hans filmer och från allt annat han gjort" och att alla skulle få veta "vad han verkligen kan göra".
Samma dag som Steve Binder och Bones Howe hade träffat Tom Parker och fått hans godkännande att producera showen – det ovan nämnda mötet den 17 mars – mötte de för första gången Elvis. Han kom till Binder och Howes lokaler på Sunset Boulevard och Elvis och Binder fann varandra direkt. Under mötet tog Binder upp sin oro över begränsningarna med ett jultema. Elvis höll med honom men menade att han inte behövde oroa sig, utan att de skulle göra som de ville. Binder fick förlita sig på att Elvis hade kraft nog att stå upp mot Parker om det skulle uppstå en konflikt rörande specialens innehåll och inriktning. Elvis undrade vad Binder ansåg om hans karriär i nuläget, och Binder sa skämtsamt att den låg "i ruiner". Elvis svarade: "Äntligen är det någon som säger mig sanningen."

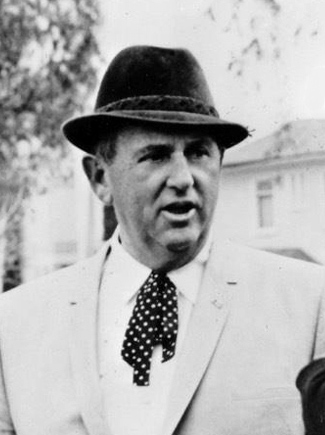
Elvis manager, överste Tom Parker, 1969.

Elvis sa att han var tveksam till att göra en tv-special eftersom han inte hade uppträtt inför en livepublik på många år, och han inte var säker på att publiken skulle tycka om honom längre. Han hade också dåliga erfarenheter från tidigare tv-framträdanden och kände sig egentligen bekväm endast i en inspelningsstudio. Den 1 juli 1956 hade Steve Allen i Steve Allen Show förnedrat honom genom att han iklädd smoking hade tvingats sjunga "Hound Dog" till en levande basset hound; och den 6 januari 1957, på hans tredje och sista framträdande på Ed Sullivans The Ed Sullivan Show, betraktade man honom som så vulgär att man bara kunde fotografera honom från midjan och upp.
Binder medgav att tv-specialen innebar en stor risk och att ifall den skulle floppa skulle Elvis karriär i princip vara över. Men Binder menade att han då fortfarande skulle bli ihågkommen som en rock'n'roll- och filmstjärna från 1950-talet och det tidiga 1960-talet med en fantastisk karriär. Skulle specialen å andra sidan bli en framgång, skulle han kunna återupprätta sig själv som superstjärna och kungen av rock'n'roll. Miljontals människor skulle se showen. I jämförelse med tidigare tv-framträdanden, skulle Elvis denna gång kunna fokusera på att endast skapa ett nytt musikalbum medan Binder skulle klä musiken i bilder. Han skulle skräddarsy specialen för Elvis så att allt kändes rätt för honom. Specialen skulle bli en subliminal berättelse om Elvis personliga livsresa där tittarna fick uppleva honom såväl som en sympatisk person som en fantastisk sångare och underhållare. Elvis sa att han var "livrädd" men att han älskade idén och att han såg fram emot att göra tv-specialen.
Binder frågade också Elvis hur han såg på dagens musik och vad han tyckte om dagens rockband. Elvis sa att gillade en del av musiken och tyckte att några av de nya rockbanden var fantastiska, och han framhöll särskilt The Beatles. Det bestämdes att Binder och hans folk skulle skapa ett manus för showen så att det när Elvis återkom från sin planerade semester på Hawaii (dit han nästa dag skulle åka med sin hustru och nyfödda dotter för att vila upp sig och komma i form) skulle finnas något konkret att diskutera. Långt senare berättade Elvis dåvarande hustru Priscilla för Binder att hon aldrig tidigare hade sett Elvis så exalterad över något och så ivrig att få börja inspelningen.

## Förberedelserna inför showen
Binder och Howe började genast sätta samman ett produktionsteam, diskutera hur de skulle utforma tv-showen och skapa ett manus. Binder och manusförfattarna Chris Bearde och Allan Blye skissade på en berättelse som liknade det man kortfattat hade berättat om för Elvis och manuset utvecklades snabbt. Bearde och Blye tänkte sig som förlaga Maurice Maeterlincks drama L'Oiseau bleu (Fågel blå), där två barn lämnar hemmet i jakt på lyckans fågel blå. Det skulle finnas ett produktionsnummer som var en sorts fri musikalisk dramadokumentär som band samman Elvis klassiska låtar med starka låtar från hans senare tid. Det skulle berätta historien om en ung sångares väg till berömmelse – också litet grand som Elvis film Loving You från 1957, självbiografisk men bara i ordets vidsträckta mening. Man sökte en underton i dessa låtar från hans tidigare repertoar som skulle berätta historien om hans musikliv. Man skissade på olika teman, där man tänkte sig en spiritual-del med rockig gospelkänsla, en country & western-del och en rock'n'roll-del med många dansare eller publik, kanske en jullåt, en religiös låt och fyra till sex nya låtar.

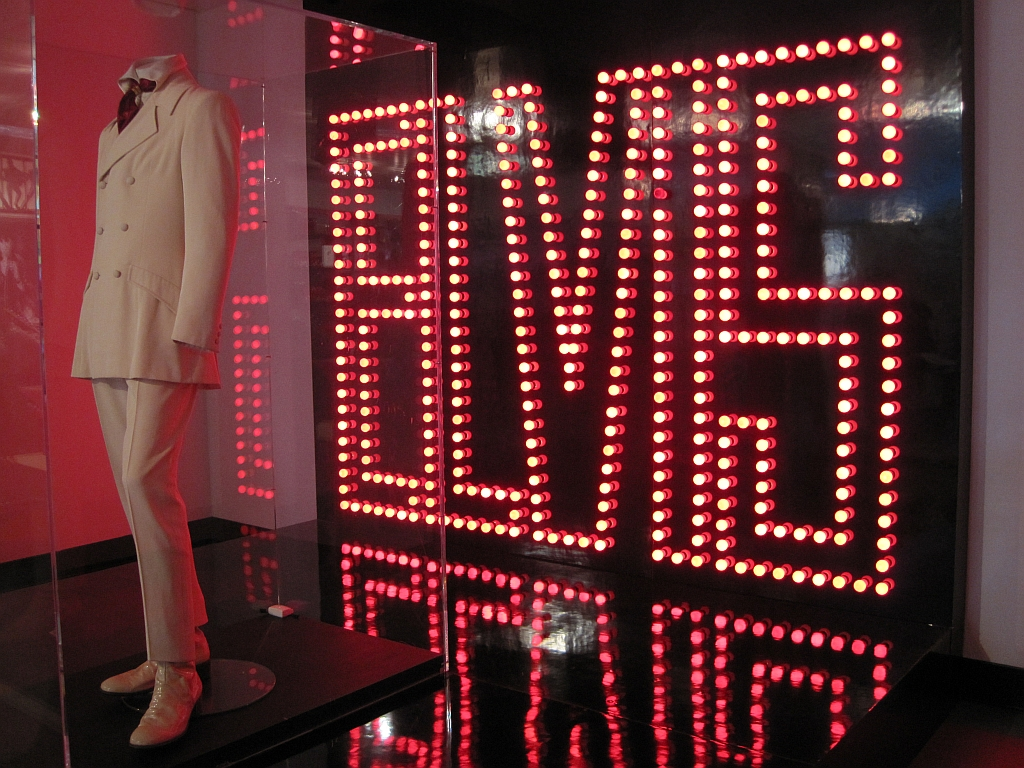
Utställning på Graceland år 2010.

Först valdes låten "A Little Less Conversation" till att utgöra en temasång för att fungera som ledmotiv och som en sorts självbiografisk länk som band samman de olika segmenten. Den byttes därefter ut mot "Guitar Man" med samma funktion. Dessutom föreställde man sig ett "Mean and Evil"-tema (gemen och ond) med låten "Trouble" från Elvis film King Creole. Där skulle också finnas ett konsertavsnitt som innehöll några av Elvis största hittar. Showen skulle enligt Parkers önskemål avslutas med julsången "I'll Be Home for Christmas", som skulle följas av ett samtal som ännu inte hade skrivits. Det var där som Binder hoppades att Elvis skulle göra ett uttalande – något som mötte obevekligt motstånd från Parker, som ville att Elvis skulle säga god jul och god natt men inget mer.
Man knöt till sig kostymdesignern Bill Belew (som efter denna show kom att bli Elvis kläddesigner för resten av dennes liv), scenografen Gene McAvoy och koreograferna Claude Thompson och Jaime Rogers. Först anlitade Binder som musikalisk ledare Billy Strange, som Elvis hade sagt att han gärna ville arbeta med. Men då han inte levererade några arrangemang i tid ersatte Binder honom med kompositören och låtskrivaren Billy Goldenberg, som han hela tiden hade velat ha som musikarrangör av showen.
Den 18 mars fick Parker godkänt av NBC att alla ljudband med musik inspelad under showen utan ersättning skulle överlämnas till RCA och att de därefter hade exklusiv rätt att ge ut materialet. Även om Binder och Howe hade gett upp allt hopp om att tjäna några större pengar på specialen (enligt Binder täckte deras ersättning knappt kostnaderna) antog de att eftersom de producerade musiken till tv-specialen ELVIS och inga kontrakt hade skrivits angående musiken, borde de också äga rättigheterna till den. De borde därmed åtminstone få royaltyersättning när den gavs ut. Parker sade emellertid till Binder att ingen förutom Elvis producerade Elvis Presley-skivor. Men då Parker enligt Binder gav honom sitt ord på att ändå ingen låt och inget album skulle släppas från tv-showen lät han sig nöja, trots att Parker vid den tiden redan hade gjort upp med NBC om överlämnandet. Howe trodde dock inte på att man kunde avstå från att publicera musiken och han fortsatte att kämpa för sin rätt. Detta fick till följd att både Parkers team och NBC ville ha bort honom från produktionen och att Steve Binder blev tvungen att hålla Howe i bakgrunden tills vidare.
Måndagen den 3 juni var Elvis åter från Hawaii. Brunbränd och sex kilo lättare efter den stränga diet som han hade hållit den sista tiden, inställde han sig på Binder–Howes lokaler för två veckors informella repetitioner. När Elvis läste igenom manuset tyckte han mycket om det. De etablerade ett mönster med dagliga möten klockan tre varje eftermiddag i Binder-Howes kontor på Sunset Strip, där Elvis kunde bolla idéer med inte bara sina producenter utan också manusförfattarna Blye och Bearde. För första gången på evigheter togs Elvis idéer på allvar. Han fick vara med och påverka utformningen av de scener han skulle vara med i, något som filmmakarna i Hollywood aldrig ens hade övervägt.

### Kläderna

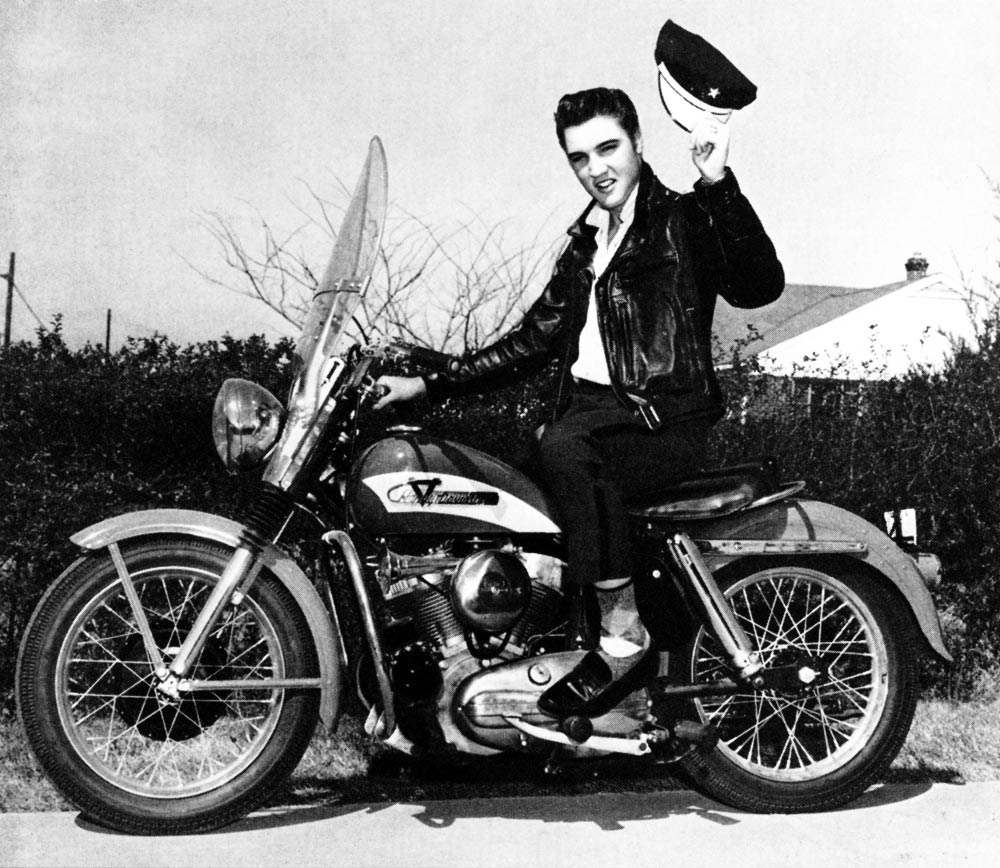
Elvis Presley 1956 på en Harley-Davidson-motorcykel iförd skinnklädsel. Det var en sådan bild som inspirerade Steve Binder till att föreslå för Bill Belew att denne skulle tillverka en svart skinnklädsel åt Elvis.

Binder fann ett fotografi av Elvis sittande på en Harley Davidson-motorcykel iförd skinnklädsel i Marlon Brando-stil från filmen The Wild One. Han visade bilden för Bill Belew och frågade om denne kunde göra liknande kläder till Elvis för en av scenerna. Belew föreslog att han kunde designa unika skinnkläder som Elvis kunde använda i showen. Belew föreställde sig Elvis som napoleonsk, och att skinnjackan skulle ha en hög krage som ramade in hans ansikte. Till detta skulle Elvis bära endast mjuka sidenskjortor och en scarf runt halsen. Så blev också bestämt i samförstånd med Elvis och kläderna kom att användas i både arenasegmentet och improvisationssegmentet. Även om Binder vid tillfället inte insåg hur varmt det skulle bli för Elvis att vara klädd i skinn under den extremt varma scenbelysningen insåg Belew detta, men han förmodade att Elvis ändå skulle gilla kläderna.

## Inspelningen i NBC:s studio i Burbank

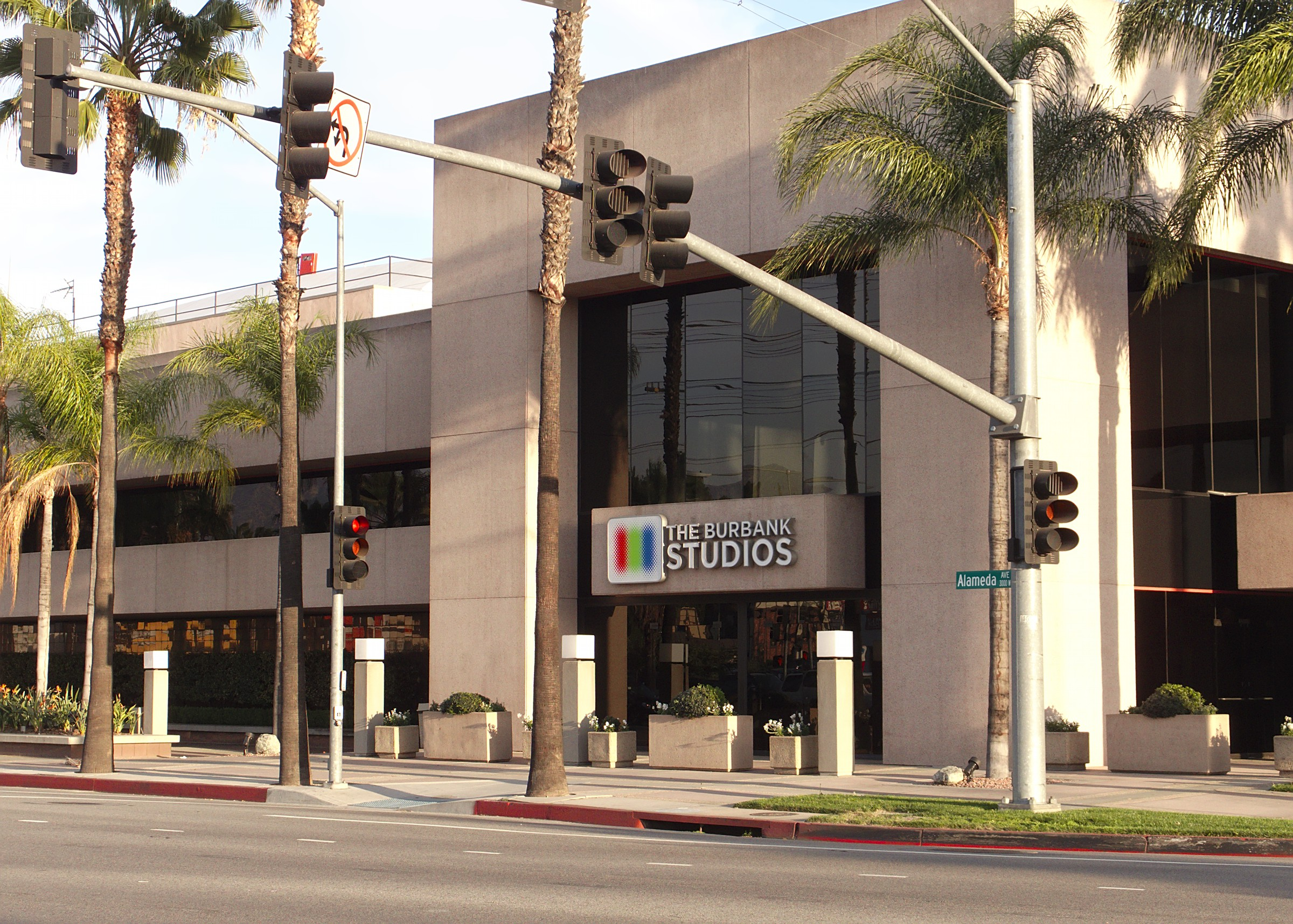
NBC:s studio i Burbank där inspelningarna av 68 Comeback Special ägde rum.

NBC hade reserverat repetitionshallarna 3 och 4 i sina lokaler i Burbank från och med den 3 juni, och inspelningen av tv-showen skulle ske i deras studio 4 under perioden 24–29 juni. Efter ett tag flyttade man produktionspersonalen i West Hollywood till NBC Burbank. Måndag den 17 juni infann sig Elvis för repetitioner i NBC:s lokaler. Elvis valde den till studio 4 angränsande så kallade Dean Martin-logen som sin under inspelningarna. I och med att man närmade sig tiden för att börja inspelningen, kom Elvis arbetsdagar att vara mellan 12 och 16 timmar. För att slippa pendla mellan Burbank och sitt hus i Beverly Hills valde han därför att flytta in i Dean Martin-logen, som man temporärt möblerade och gjorde om till ett hotellrumsliknande sovrum.
Den 25 juni klockan 18.15 höll man en presskonferens. På frågan varför han skulle göra showen, svarade Elvis att det var på tiden, innan han blev för gammal. Och när en reporter undrade om hans publik hade förändrats mycket, sade han skämtsamt: "Tja, de rör sig inte lika snabbt som de brukade."

### Musikinspelningarna

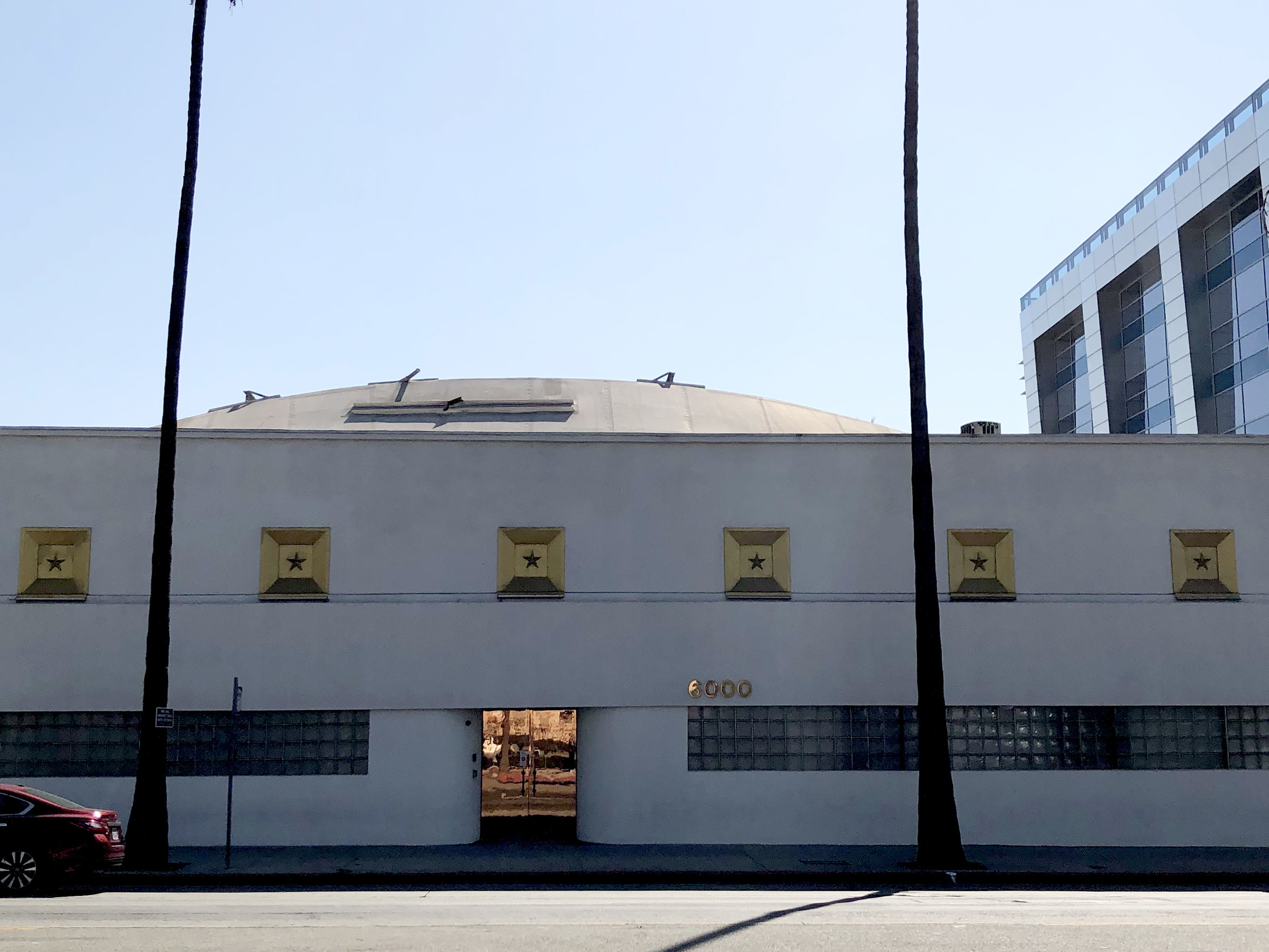
Utsidan av EastWest Studios på 6000 Sunset Boulevard i Los Angeles, Kalifornien – tidigare Western Studio, del av United Western Recorders där man spelade in musiken för tv-specialen.

Den musikaliske ledaren för showen, Billy Goldenberg, hade under helgen arbetat intensivt med musiken. Goldenberg var orolig för hur samarbetet med Elvis skulle fungera, då han kom från en helt annan miljö med musikaluppsättningar på Broadway och inte var van vid rock'n'roll. Han förvånades därför över att finna Elvis vid pianot spelande Beethovens pianosonat Månskenssonaten. Han satte sig bredvid Elvis och de spelade tillsammans, vilket bröt isen mellan dem. Goldenberg upptäckte att Elvis var både kreativ och otroligt snabb på att lära sig. Han var dessutom alltid artig och respektfull.
Inspelningssessionerna av musiken ägde rum den 20–23 juni i Studio 1 på United Western Recorders på 6000 Sunset Boulevard i Hollywood. Inspelningen sköttes av Bones Howe, och han anlitade några av Los Angeles bästa studiomusiker. Bandet bestod av idel toppmusiker och många var desamma som Billy Strange hade använt tidigare vid inspelningssessionen till Elvis film Live a Little, Love a Little. Musikerna skulle senare bli kända som "The Wrecking Crew". På gitarr hade man Tommy Tedesco, Michael "Mike" Deasy och Al Casey, på piano och orgel Don Randi (som arbetat med Buffalo Springfield), på bas och keyboard Chuck Berghofer och Larry Knechtel (som skulle bli medlem av bandet Bread), på trummor och slagverk John Cyr och Hal Blaine (som Phil Spector anlitade på inspelningar), på munspel Tommy Morgan, och på bakgrundssång The Blossoms, med Darlene Love (som också arbetat för Spector).

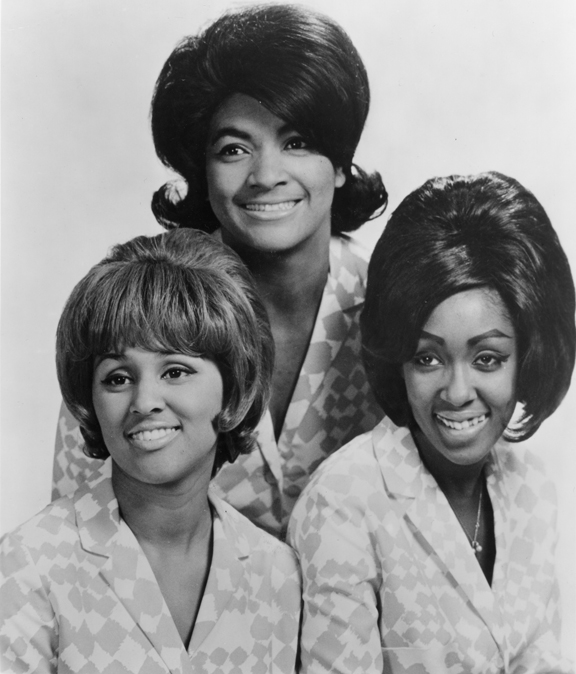
The Blossoms, 1966. Från vänster räknat: Darlene Love, Fanita James, Jean King.

Syftet var att skapa ett nytt, modernt sound för Elvis. Jämfört med det ursprungliga förslaget hade allt förändrats och endast en låt, "I'll Be Home for Christmas", hade blivit kvar. Avsikten var att förinspela all musik och att Elvis i efterhand skulle lägga på sin sång, förutom när det gällde musiken vid de båda livesessionerna.
Elvis hade under hela sin karriär alltid föredragit att spela in låtarna i en enda komplett tagning. Howe insisterande däremot på att man skulle spela in en del i taget och detta var Elvis inte bekväm med. Dessutom hade Elvis tidigare under sina liveframträdanden inför publik alltid backats upp av enbart ett litet kompband, men nu skulle han spela in med en 39-mannaorkester under ledning av Goldenberg, något han också kände sig obekväm med. När han kom till inspelningsstudion och såg blås- och stråkinstrumenten tog han Binder avsides. Denne lugnade dock honom med att de skulle skicka hem alla om han inte gillade det. Elvis kom emellertid att uppskatta den fulla orkestern.

### Produktionsnumren
Trouble/Guitar Man
Showen inleddes med att Elvis sjöng "Trouble" innan han fortsatte med "Guitar Man" och båda låtarna återkom senare i produktionsavsnitten. Framförandet av "Trouble" avsåg att påminna om Elvis förflutna. Binder lät anställa 89 män som skulle likna Elvis genom att vara klädda i svart med en röd bandana runt halsen och som med gitarrer stod uppställda i ett fackverk bakom Elvis vid det i showen inledande "Guitar Man"-numret. Binder hade dessutom bestämt att showen skulle ha en påfallande imponerande visuell logotyp och han hade därför låtit konstruera en uppsättning enorma tredimensionella bokstäver som i rött ljus stavade namnet ELVIS. Denna skylt kom att dominera bilden i slutet av "Guitar Man"-numret och utgöra bakgrunden när Elvis som avslutningsnummer sjöng "If I Can Dream".
"Guitar Man"-segmentet

"Guitar Man"-avsnittet var avsett att sätta fokus på de sekulära influenserna på Elvis sound, speciellt honky-tonk-countrymusiken. Allan Blye och Chris Bearde hade skräddarsytt ett tema åt Elvis av främst några av hans egna låtar. De hade skapat en musikalisk berättelse om en oskuldsfull småstadspojke som älskar att spela gitarr, och där Elvis sjöng delar av ytterligare fem låtar, medan "Guitar Man" fungerade som den självbiografiska tråden som band samman det hela. Jaime Rogers var ansvarig för att koreografera 18 dansare för "Guitar man"-segmentet.
Den unge gitarristen ger sig ut på en resa för att utforska världen på jakt efter berömmelse och rikedom. Han inleder resan längs en av ljus simulerad väg med att sjunga den av Mac Davis för ändamålet specialskrivna bluesiga "Nothingville", för att antyda att gitarristen är trött och pank. Med sin gitarr på ryggen strövar han runt i Södern i jakt på en möjlighet att få uppträda. I nästa scen dras han in i en bordell, där han sjunger "Let Yourself Go" till en oskuldsfull ung flicka. När sedlighetspolisen anländer tvingas han fly genom fönstret för att på nytt befinna sig på den upplysta vägen. Han kommer till ett promenadstråk invid en nöjespark och hamnar i konflikt med vad som förefaller vara ställets boss. Till honom och den kvinna som han behandlar illa sjunger Elvis "Big Boss Man". Med sin gitarr sönderslagen av den store bossen sjunger han sedan "It Hurts Me" till kvinnan, samtidigt som han med karate bekämpar ett antal angripare. Nästa scen är från en sjabbig nattklubb där en magdansös står på en scen medan Elvis på en annan scen iklädd guldväst sjunger "Little Egypt" och därefter övergår till att sjunga "Trouble". Scenerna växlar så att han i olika kläder sjunger låten i allt trevligare miljöer. Först uppträder han på ett diskotek inför dansande publik, sedan på en exklusiv restaurang för att slutligen iklädd skinnklädsel stå på livescenen inför publik. "Trouble" övergår åter i "Guitar Man" och därefter vandrar Elvis av scenen längs den upplysta färgade vägen med en ny mognad som uppnåtts genom erfarenhet.
Genom att Elvis framförde sin egen musik, skulle tittarna inse att det var Elvis egen berättelse. Han vinner framgång bara för att inse att han längs vägen offrade sig själv, och han återvänder därför till sina rötter. Två scener och två låtar, "Let Yourself Go" och "It Hurts Me", kom att klippas bort inför premiärsändningen antingen på grund av utrymmes- eller censurskäl, eller både och. Sponsorn Singer beslutade att bordellscenen skulle avlägsnas, men den kom att återinföras i senare sändningar.
Gospelmedleyt
Det litet längre gospelsegmentet avsåg att symbolisera frälsning och visa på den musik som inspirerat Elvis personligen och påverkat hans sound musikaliskt. Gospelmedleyt inleddes med att Darlene Love från The Blossoms sjöng "Sometimes I Feel Like a Motherless Child". Därefter kom Elvis in och – tillsammans med The Blossoms och 18 dansare tränade i både balett och jazz under ledning av koreografen Claude Thompson – i tur och ordning framförde "Where Could I Go But to the Lord", "Up Above My Head" och den rytm-och-blues-inspirerade "Saved". Detta skulle beskriva utvecklingen av populärmusiken från svart spiritual till rhythm and blues och slutligen till Elvis egen musik. Binder lät Elvis själv få förklara det genom det han berättade på Sit-Down-showen; att det "de senaste 10 till 12 åren" hade "skett en stor förändring inom" populärmusiken och att allt hade blivit bättre, såväl ljudet som musikerna och ljudteknikerna. Men han menade att mycket av den nya musiken och rock'n'roll-musiken ändå i grunden var eller stammade från gospel eller rhythm and blues.

### Black Leather Sit-Down Show
Varje dag, även efter långa dagar av repetitioner, gick Elvis till sin loge och med sin gitarr eller på det befintliga pianot spelade och sjöng han i timtals långt in på nätterna tillsammans med sina vänner, Charlie Hodge, Joe Esposito, Alan Fortas, Lamar Fike och andra som var på plats. Alla deltog och sjöng med och man varvade det med att berätta historier, skratta och skämta om allt och alla.
Binder upplevde att han i Elvis loge, utan författare och regissörer, scenografier och kostymer, såg en annan sida av Elvis än den vackre oskuldsfulle idolen som han spelade in. I stället såg han en oförställd, sexuell och ibland även temperamentsfull Elvis – det han upplevde som den genuine och ursprunglige Elvis, rå och kraftfull. Binder blev hänförd och insåg att det var denna typ av intimitet, otvungenhet och lekfullhet som han hade hoppats kunna filma. Han fick då idén till en akustisk improvisationsdel.
Binder insåg att han kunde filma detta inne i logen, men för Parker var det helt uteslutet. Ville Binder fånga det som hände i logen fick han återskapa det på scenen. Det vore dock enligt Parker bortkastad tid, eftersom det bara var en entimmes julspecial och det inte fanns utrymme att lägga till den smörjan. Efter viss övertalning gick Elvis med på att göra det, men insisterade på att han i så fall behövde ha med sig killarna från sitt ursprungliga band, gitarristen Scotty Moore och trummisen D. J. Fontana. Binder såg därför till att flyga in dem från Nashville.
Eftersom det varken fanns tid eller ekonomi för att bygga en ny scen, valde Binder att försöka återskapa den informella atmosfären från logen på den lilla boxningsringsliknande scenen som hade skapats för livekonsertavsnittet.

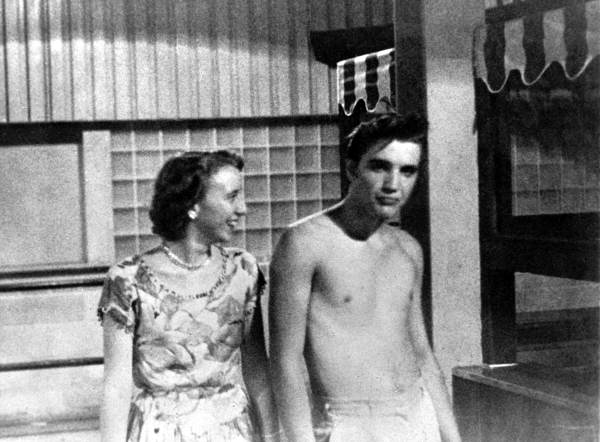
Elvis Presley med kläderna avslitna av fansen vid ett upplopp i samband med ett uppträdande i Jacksonville, Florida den 13 mars 1955. När han ett drygt år senare, den 10 och 11 augusti 1956, på nytt uppträdde i Jacksonville hotades han med att gripas av polisen om han skulle röra sig otillbörligt på scenen, varvid han hånade dem genom att enbart vicka på sitt lillfinger och likafullt lyckades driva publiken till extas.

Improvisationssegmentet skulle bestå av två framträdanden den 27 juni, klockan 18.00 respektive 20.00, och med olika publiker. Man skulle inte ha förstärkare vid dessa framträdanden, även om Scotty Moore kom att ta med en liten förstärkare till sin elgitarr, som Elvis dessutom bytte till sig en bit in på båda spelningarna. Vid tiden (1968) hade en hel akustisk session aldrig gjorts på tv. Detta var flera år innan man ens föreställde sig MTV eller VH1. Som brukligt på tv-shower hade man manusskrivare som skrev de repliker artisten förväntades säga. Binder hade emellertid ingen tanke på att använda sig av färdigskrivna manus, eftersom det skulle motverkade hela syftet med att låta Elvis göra ett improvisationssegment. Tanken var att publiken skulle få uppleva den äkta Elvis prata spontant. I stället lät Binder skriva ner några ämnen av det man hade skämtat om i logen och som Elvis kunde prata om. Det handlade om att han på The Ed Sullivan Show filmades från bara midjan och upp (om vilket Elvis skämtsamt sa från midjan och ner). Vidare tog Elvis upp händelsen med domaren Marion Gooding i Jacksonville Florida som i augusti 1956 hade förbjudit honom att röra sig på scenen och låtit polisen filma showen för att se så att han inte bröt mot sedlighetsnormen. Detta hade fått Elvis att i protest kröka och röra på sitt lillfinger och därigenom antyda de förbjudna rörelserna och uppnå samma resultat hos publiken.

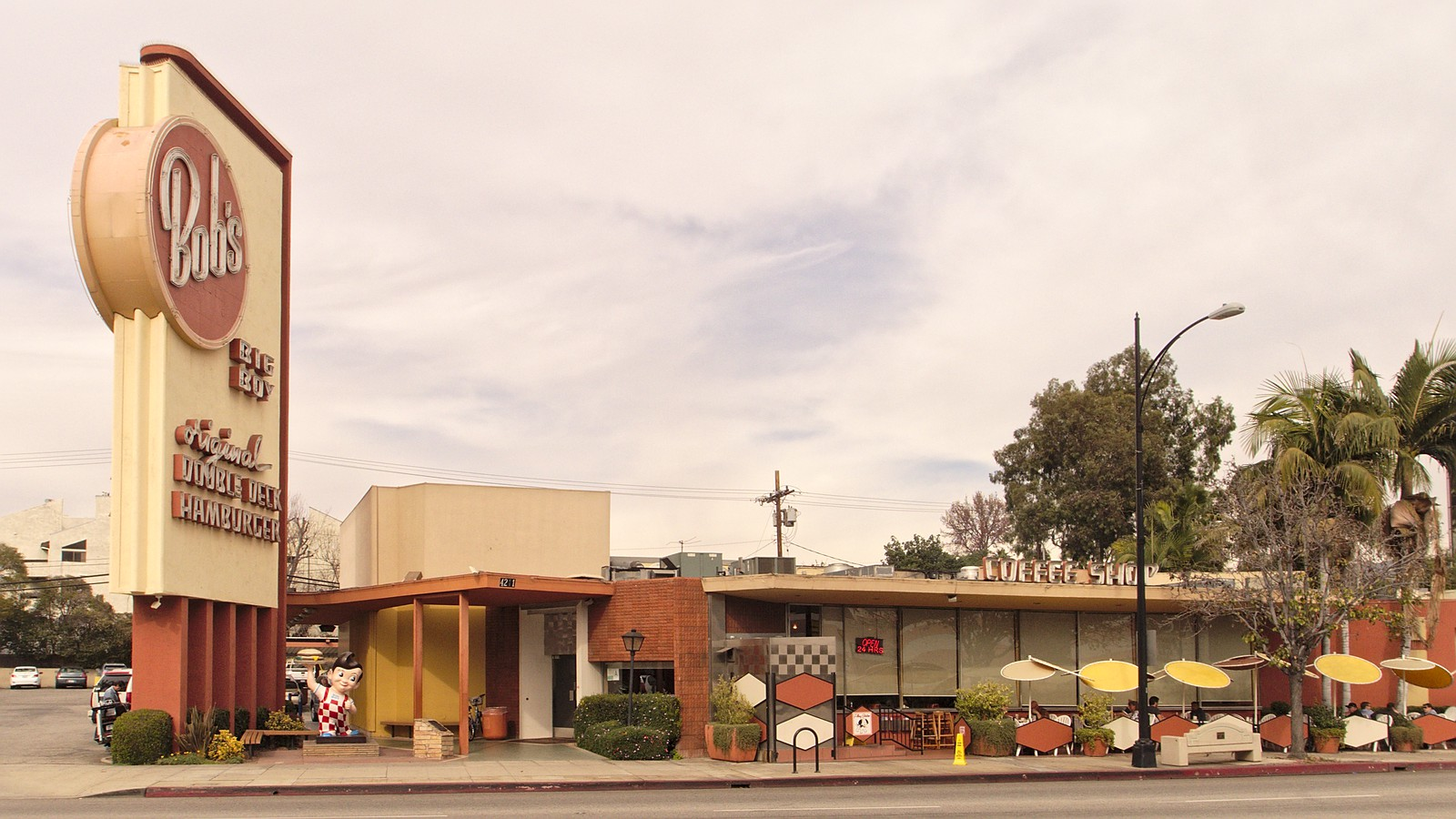
Bob's Big Boy hamburgerrestaurang i Burbank, dit man tog sig den 27 juni 1968 för att dela ut biljetter till kvällens Elvisframträdanden.

Biljetterna till arenashowen hade släpps den 18 juni, men nu behövdes en publik också till improvisationssegmentet och Parker erbjöd sig att ordna den saken. Han skulle flyga in de riktiga Elvis-fansen, tonåringar från Memphis. Man gav honom därför alla biljetterna. När dagen kom för att spela in fanns det dock ingen publik på plats. Biljetterna hade inte delats ut, utan Parker hade bara lämpat över dem till grindvakten. Binder ansåg att Parker avsiktligt hade underlåtit att dela ut dem, eftersom han ville bevisa att de alla hade fel med denna del av showen. I panik fick Binder och Finkel dels ringa några diskjockeyer som uppmanade de personer som ville se Elvis Presley uppträda att bege sig till NBC Burbank Studios, dels uppsöka en närbelägen hamburgerrestaurang och bjuda in folk därifrån. Och när det väl var dags att börja filma hade man dessutom samlat publik bestående av vänner, släktingar och anställda som hade möjlighet att komma till studio 4.
Strax innan showen skulle starta, bad Elvis om att få träffa Binder. Han berättade att han var alldeles tom, att allt var borta och att han inte kom ihåg någonting av det han hade sagt och sjungit under spelningarna i logen. Han menade att han därför inte borde gå upp på scenen. Inte ens Elvis vän Joe Esposito hade sett Elvis uppvisa en sådan scenskräck och enligt Bones Howe bokstavligen skakade han. Binder sade till Elvis att det sitter en publik där ute och att han inte kunde svika sina fans. Han bad honom att för hans skull åtminstone gå upp på scenen. Efter ett tag kom Elvis upp på scenen där hans vänner redan väntade. Scotty Moore hade sin gitarr medan D. J. Fontana hade fått lämna sitt trumset och bara hade sina trumpinnar och Scotty Moores uppochnedvända gitarrfodral att slå takten på. Charlie Hodge, som var en skicklig kompgitarrist deltog på gitarr och sång, men han liksom Alan Fortas var i huvudsak med för att ge moraliskt stöd åt Elvis, få honom att slappna av och återskapa atmosfären från logen. Alan Fortas kunde inte ens spela något instrument och hade därför bara baksidan av en gitarr att banka på. Lance LeGault befann sig med en tamburin nedanför scenen nära Elvis plats, beredd att räcka fram någon av Elvis många gitarrer. Basisten Chuck Berghofer satt så placerad att han inte fångades av kameran.

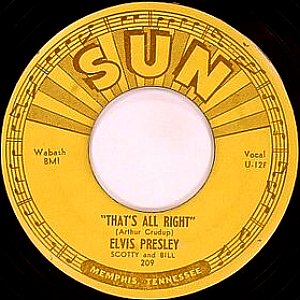
"That's All Right", Elvis första singel utgiven på Sun Records juli 1954, och den låt han öppnade med på Sit-Down-showen.

Scenen var en Hollywoodversion av en boxningsring. Den var kvadratisk med 4,5 meter långa sidor, färgsatt i vitt och i stället för av rep omgiven av en kant i rött med litet svart på sidorna. Publiken satt tätt intill och runt scenen, där Parker hade placerat de unga vackra kvinnor som han tyckte såg ut att avguda Elvis mest. Elvis log, satte sig ner och började prata. Han tackade publiken för att ha kommit och skämtade om att han inte visste vad han skulle göra. Han till och med låtsades somna. Han presenterade Scotty Moore och D. J. Fontana och började sedan sjunga "That's All Right". Som Alanna Nash uttryckte det: "När han attackerade rockabillyn och bluesen, som utgjorde drivmedlet i hans existens, flammade hans energi rå och påtaglig, och hans röst stoltserade med en frän sprudlande spontanitet."

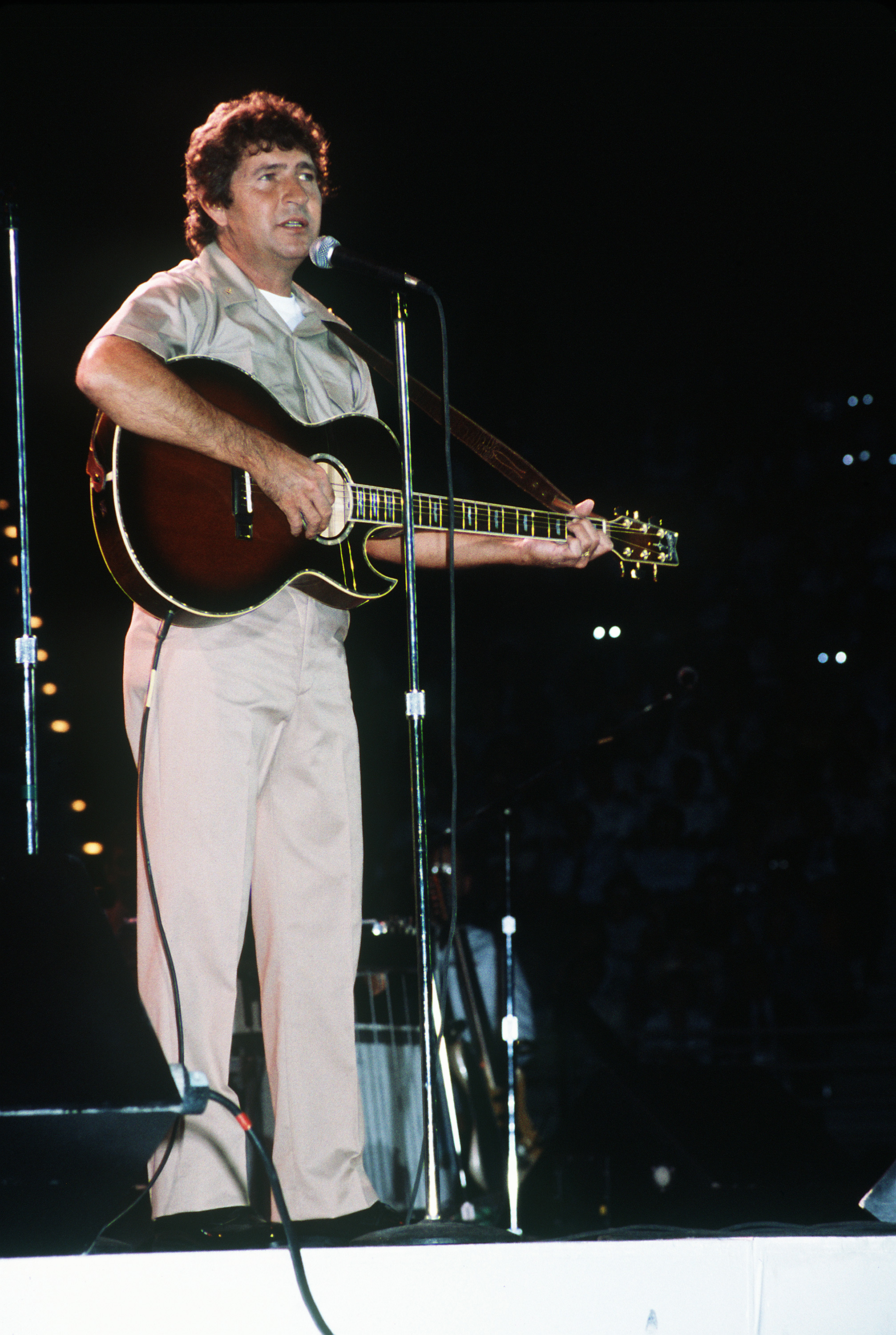
Mac Davis, som skrev bland annat "Memories" och "In the Ghetto" åt Elvis – här under ett framträdande 1986.

Under två entimmespass framförde man ett antal låtar. Det var mestadels de som Elvis tillsammans med Scotty Moore, Bill Black och D. J Fontana hade inlett sin karriär med på 1950-talet, däribland "Heartbreak Hotel", "Love Me", "Baby What You Want Me to Do", "Blue Suede Shoes", "Lawdy Miss Clawdy", "Are You Lonesome Tonight?", "When My Blue Moon Turns to Gold Again", "Trying to Get to You", "One Night" och "Tiger Man" – och, för att göra Parker till viljes, "Blue Christmas".

#### Memories
När spelningen gick mot sitt slut, lät Steve Binder starta musiken till den av Mac Davis och Billy Strange nyskrivna låten "Memories". Elvis reste sig och gick till trappan som ledde upp till scenen, där han satte sig mellan två unga kvinnor ur publiken och sjöng låten. När han avslutat låten lämnade han scenen. Binder hade bett Mac Davis att skriva en låt som kunde rama in och blicka tillbaka på Elvis karriär, och han fick 24 timmar på sig att göra det. Mac Davis skrev "Memories" på gitarr under natten hemma hos Billy Strange. Elvis hade också vänt sig till Binder för att be honom om hjälp med att ändra en eller annan rad i texten till låten.
Av tv-showens alla delar är det den informella Sit-Down-showen som i efterhand har blivit den mest hyllade.

### Black Leather Stand-Up Show
Två dagar efter den informella så kallade "Sit-Down-showen", den 29 juni, genomförde Elvis arenasegmentet eller den så kallade "Stand-Up-showen". Än en gång var det två shower inför livepublik, klockan 18.00 och 20.00, där repertoaren var mer eller mindre identisk mellan showerna. Denna gång var tanken att presentera Elvis gamla hittar uppdaterade för en ny generation i Billy Goldenbergs arrangemang.
Man använde samma intima Hollywoodversion av en boxningsring utan rep som man använt på "Sit-Down-showen". Emedan Binder ville att Elvis skulle kunna röra sig fritt på scenen dit hans instinkt förde honom, lät man lysa upp hela scenen och ordnade via NBC Sports fram en handhållen kamera (något som var ovanligt på den tiden). Syftet med detta var att kunna fånga den genuine Elvis. Än en gång märktes Elvis nervositet i början när han med skakande hand sträckte sig efter mikrofonen innan han kastade sig in i "Heartbreak Hotel". Elvis sjöng sedan fler av sina tidigare klassiska hittar –  "Blue Suede Shoes", "Jailhouse Rock", "Hound Dog", "All Shook Up", "Don't Be Cruel", "Can't Help Falling in Love" och "Love Me Tender". Dessutom framförde han "Trouble" och "Guitar Man" för att användas till "Guitar Man"-segmentet, samt läppsynkade till "If I Can Dream". Elvis var ensam på scenen, iklädd sina skinnkläder, när han framförde låtarna till ackompanjemang av "The Wrecking Crew", full orkester och bakgrundssångarna i "The Blossoms", alla placerade utom synhåll för kameran. Trots att man vid några tillfällen behövde stanna och ta om, spelades det in som om det vore en konsert som sändes live.
Elvis hade nu, två dagar efter det informella uppträdandet, fått sådant självförtroende att Peter Guralnick beskrev framträdandet som mästerligt. Elvis rörde sig, flåsade, flämtade, spelade på publikens kärlek, snurrade runt och uppträdde smidigt likt ett panter när han gled ner på knä. Stämningen var förtätad och Elvis var nästintill elektriskt laddad.
Den varma skinnklädseln i kombination med den heta scenbelysningen gjorde det extremt varmt för Elvis. Enligt Bill Belew var Elvis så genomsvettig efter den första Sit-Down-showen att de hade varit tvungna att snabbt tvätta och torka hans skinnklädsel innan nästa show började en timme senare. Efter den första Stand-Up-showen under arenasegment var det än värre och han var så genomdränkt av svett att de praktiskt taget fick skala av honom skinnklädseln innan de tvättade och torkade den. När ledningen för NBC och Singer Company såg den oförvanskade Elvis Presley med svetten rinnande, begärde de att scenerna antingen skulle tas om eller plockas bort ur specialen. Detta skedde dock aldrig.
Efter att Elvis hade avslutat den andra showen var han exalterad när han på väg in till logen utbrast: "De gillar mig fortfarande!" Han ville genast träffa Parker och sade till honom att han åter ville turnera och uppträda inför en livepublik.

### If I Can Dream

#### Tillkomsten av If I Can Dream
Medan musiken spelades in på United Western Recorders, lade Elvis på eftermiddagarna på sin sång. Under tiden insåg Binder att det vore ett misstag om Elvis efter en sådan intensiv sånginsats och ett sådant känslomässigt engagemang skulle avsluta specialen med "I'll Be Home for Christmas". Han menade att det skulle vara ett estetiskt stilbrott och närmast en skymf mot showen och ett förräderi av den demokratiska vision som han hade kommit att inse var kärnan i showen. Även om Parker vid det här laget hade accepterat showens nya inriktning, var han klar på en punkt: Elvis skulle avsluta med en jullåt. Oavsett vad Binder än anförde för argument förblev han orubblig på den punkten. Han var också lika bestämd över att Elvis inte skulle framföra sin ståndpunkt eller hållning i någon fråga över huvud taget.
Onsdagen den 5 juni 1968 klockan 00.15 sköts Robert Kennedy i Los Angeles för att ett dygn senare avlida. Samma kväll hade Elvis, Steve Binder, Billy Goldenberg och Walter Earl Brown (som jobbade med låttexter och kör- och vokalarrangemang) gått igenom musiken till tv-showen i Binder-Howes lokaler på Sunset Strip. Nyheten om dådet gjorde att arbetet avbröts och de närmaste timmarna satt man i stället och pratade om morden på John F. Kennedy, Martin Luther King och nu Bobby Kennedy. Elvis var förtvivlad och bedrövad frågade han sig: "Vad är det som händer med vårt land?" För Elvis hade mordet på King varit ännu värre. Martin Luther King, Jr. hade mördats två månader tidigare, den 4 april 1968, när Elvis spelade in filmen Live a Little, Love a Little. En av hans motspelare, Celeste Yarnall, mindes att Elvis tog händelsen hårt. När de tillsammans tittade på begravningen på tv grät han. Inte bara var Kings "I Have a Dream"-tal ett av Elvis favorittal; King hade dessutom mördats i Elvis hemstad Memphis och därigenom bekräftat allas värsta föreställningar om den amerikanska södern. Elvis hade berättat för Yarnall att han kände en stark samhörighet med det svarta samhället. Han hade själv vuxit upp i fattigdom bland svarta och kände till de svårigheter som fattigdom orsakar. Han kände sig också stolt över att många svarta hade omfamnat honom som en av sina egna.
Åsikterna om hur "If I Can Dream" kom till går isär. Enligt Steve Binder är det han som föreslår för Earl Brown och Billy Goldenberg att skriva en avslutningslåt som skulle ge uttryck för vem Elvis var – en Elvis som verkligen verkade bry sig om sin omvärld. Han önskade en låt som förmådde att fånga Elvis idealistiska känslor. Genom denna sång ville han att Elvis skulle kunna göra det uttalade som Parker inte ville låta honom göra.
Binder menade att det var Elvis innerliga och djupa bedrövelse över ytterligare ett mord som inspirerade honom till denna idé. Avslutningen på specialen borde vara en sorts summering av den och innehålla ett uttalande och ett hoppingivande budskap om innerlig och delad idealism. Binder berättade senare att han "ville låta världen få veta att här fanns en kille som inte var fördomsfull, som växte upp i själva hjärtat av fördomar, men som faktiskt stod över allt sådant." Binder ville att showen skulle förmedla medkänsla och att Elvis skulle vara någon som man kunde se upp till och beundra. Man hade en afroamerikansk och en puertoricansk koreograf och en judisk regissör. Elvis sjöng tillsammans med en kvinnlig svart grupp, "The Blossoms". Elvis skulle kunna vara en enande kraft för en djupt orosfylld och splittrad nation. Binder menade att om Elvis kunde visa medkänsla borde hela den vita södern också kunna det.
Earl Brown och Billy Goldenberg åkte hem och klockan sju nästa morgon ringde Brown till Binder och sa att han trodde att de hade lyckats skriva den låten. De träffades i det tomma pianorummet i Elvis loge på morgonen innan inspelningarna skulle börja. Billy Goldenberg spelade piano och Earl Brown sjöng "If I Can Dream" för Binder, som blev övertygad om att de hade den rätta låten. När Elvis och Parker dök upp tog Binder med sig Elvis in i pianorummet. Där framförde Goldenberg och Brown låten flera gånger, medan Elvis bara tyst lyssnade på den.
Samtidigt var Parker med följe i rummet bredvid och Binder kunde höra honom säga "över min döda kropp" och "de slösar bort värdefull tid där inne". Elvis, däremot, gillade låten och lät meddela att han skulle sjunga den som avslutningslåt. Eftersom Elvis helhjärtat omfamnade idén om att avsluta showen med låten, hade Parker och övriga inget annat val än att gå med på det. Följden blev att Parker, hans medhjälpare Tom Diskin och Freddie Bienstock från musikförlaget Hill & Range kom in med papper klara för påskrift där Brown och Goldenberg antogs ge bort rättigheterna för låten till Hill & Range. För att undvika en tvist om rättigheterna sade Billy Goldenberg att Earl Brown hade skrivit låten helt på egen hand, och han tog bort sitt namn som författare från notbladet eller "leadsheetet".
Earl Brown minns saken något annorlunda. Man ville avsluta specialen med en sång om fred, hopp och broderskap och Brown föreslog att Elvis kunde sjunga "You'll Never Walk Alone". Parker avfärdade detta förslag eftersom han ville att man skulle äga rättigheterna till de låtar som användes. I stället föreslogs att Mac Davis och gitarristen Billy Strange skulle skriva en låt som Earl Brown kunde skriva texten till. Men då ingenting skedde bestämde Brown sig för att skriva en låt på egen hand. Ifall Elvis valde att inte spela in den, kunde han alltid ge den till exempelvis Aretha Franklin. Han skrev "If I Can Dream" en kväll. Nästa morgon till Billy Goldenbergs pianoackompanjemang sjöng han den för Bob Finkel och Steve Binder. Från rummet intill kunde han höra Parker säga: "Det där är inte Elvis typ av låt" och genast bakom sig Elvis: "Jag skulle vilja försöka mig på den".

#### Studioinspelningen för skivutgivningen
För "If I Can Dream" krävdes för ovanlighetens skull två mastrar – en för skivutgivningen och en för tv-showen. Med den nya avslutningslåten bestämd återvände man till Western Recorders för att spela in den. Billy Goldenberg skrev arrangemanget. Söndagen den 23 juni spelade Elvis in "If I Can Dream" i fem tagningar inför full orkester. För Steve Binder och Bones Howe var hans föreställning så sensationell att den närapå föreföll vara en religiös upplevelse. Elvis stod framför stråksektionen och föll på knä när han sjöng låten. Enligt Bones Howe "satt stråkinstrumentalisterna bara och gapade. De hade aldrig sett något liknande." Earl Brown mindes att sångarna i The Blossom berördes så djupt att tårar rann längs deras kinder och Darlene Love ansåg att Elvis verkligen trodde på och menade vartenda ord i låten.
Steve Binder berättar om ytterligare en inspelning där Elvis ska ha sjungit "If I Can Dream" till förinspelad musik inne i studion inför bara honom, Howe och ytterligare tre personer. Elvis bad att ljuset inför den sista tagningen skulle dämpas i både studion och kontrollrummet, och bad att få en handmikrofon. I en innerlig stund som var lika delar artisteri och känslomässig regression, intog han närapå fosterställning. Han gick ner på knä och vred sig på golvet med mikrofonen alldeles nära munnen, till synes ovetande om allt och alla. Huruvida detta skedde vid ett annat tillfälle än vid själva liveinspelningen inför orkestern, eller vid samma tillfälle och är densamma som tagning fem (och minnet av händelserna har flutit samman), går inte att säga. Händelsen beskrivs dock som om Elvis har varit fångad av överväldigande känslor och passion och blottat sin själ.
Fastän Binder ansåg att den version Elvis presterat i inspelningsstudion var djupt mäktig, valde han ändå att låta Elvis sjunga låten live inför tv-inspelningen framför att låta honom läppsynka på tv – något Elvis däremot gjorde då han framförde låten i sin skinnklädsel under livesegmentet.

#### Liveversionen för tv-showen
På grund av förseningar i produktionen behövdes en extra dag för att slutföra inspelningarna. Den 30 juni inleddes med omtagningar av bland annat vissa delar av "Guitar Man"-segmentet. Därefter tog sig Elvis på nytt an "If I Can Dream" iförd en vit dubbelknäppt kostym designad av Belew. Elvis sång hade avlägsnats från studioinspelningen och han sjöng denna gång till den förinspelade musiken. Den sista av de tre kompletta tagningarna blev den som användes i tv-showen. På denna livetagning råkade Elvis dessutom förväxla några ord i texten.
"If I Can Dream" var tv-specialens avslutningsnummer. Earl Brown hade skrivit låten som en replik till morden på Martin Luther King, Jr., och Robert Kennedy. Texten var direkt baserad på Kings "I Have a Dream"-tal som hölls på trappan till Lincolnmonumentet i Washington den 28 augusti 1963. Brown avsåg att låten skulle vara en vädjan om fred, hopp, broderskap och universell förståelse och ett uttalande om hopp för framtiden. Det är en mäktig ballad med en anstrykning av gospel och rhythm-and-blues. Det är en låt som bygger och som gav Elvis en möjlighet att sjunga något av betydelse och att visa upp sitt röstomfång bortom de låtar som han erbjöds att sjunga i filmerna. Elvis framförde därför låten med stor övertygelse och passion.
Låten har ett ovanligt starkt politiskt budskap för att komma från Elvis. Ändå är det inte i första hand texten som har väckt uppmärksamhet genom åren. Det är "snarare smärtan och övertygelsen och den råa känslan i Elvis röst när han med pendlande högerarm sjunger om en värld 'där alla mina bröder går hand i hand' och nästan skriker ut sista raden: 'Snälla … låt min dröm … gå i uppfyllelse … genast.'" Shane Brown menar att Elvis sjunger låten som om hans liv hängde på det, där han gav allt och med eftertryck blottade sin själ. Tanken var att låten skulle spegla nationens stämning och Brown menar att det var en häpnadsväckande, gripande prestation och olikt allt Elvis hade gjort tidigare. Han kom heller aldrig att framföra låten på nytt, trots att den skulle ha blivit ett bra avslutningsnummer i hans framtida scenrepertoar. Liksom hela tv-showen var det en engångsföreteelse som aldrig skulle upprepas. Låtens stora omfång och dess storslagna avslutning förebådade Elvis musik från 1970-talet. Om "Trouble" hyllade Elvis förflutna, pekade "If I Can Dream" i stället mot hans framtid.

### Låtlista
| Inspelningssessioner |
| --- |
| 20 juni 1968 - Nothingville - Let Yourself Go - Big Boss Man - It Hurts Me 21 juni 1968 - Guitar Man - Little Egypt - Trouble - Where Could I Go But To The Lord? 22 juni 1968 - Up Above My Head - Saved - Trouble ("öppningsscenen") - Guitar Man ("öppningsscenen ") 23 juni 1968 - If I Can Dream (skivversionen) - Memories (bara musik – röstpålägg den 24 juni) Musiker Gitarr: Tommy Tedesco, Michael Deasy, Al Casey; bas/keyboard: Larry Knechtal; bas: Charles "Chuck" Berghofer; piano: Don Randi; trummor Hal Blaine; slagverk: John Cyr, Elliot Franks; bongotrummor: Frank DeVito; munspel: Tommy Morgan; keyboard: Bob Alberti, Tommy Wolfe Bakgrundssångare The Blossoms: (Darlene Love, Jean King, Fanita James); Julie Rinker, B.J. Baker, Frank Howren, Bill Lee, Gene Merlino, Thurl Ravenscroft, Bill Brown, Joe Eich, Elaine Black, Dean Parker, Jack Gruberman, Sally Stevens, Jackie Ward, Ronald Hicklin, Tom Bahler, Mitch Gordon Orkester: Dirigent: Billy Goldenberg; arrangörer: Billy Goldenberg, Jack Elliott; violin: Leonard Atkins, Leonard Malarsky, Sidney Sharp, Thelma Beach, Marvin Limonick, Joseph Stepansky, Alexander Murray, Ambrose Russo; cello: Eleanor Saltkin, Paul Bergstrom, Christine Walevska, Emmett Sargeant, Richard Noel, Frank Rosolino, Ernest Tack; trombon: Francis Howard; trumpet: Oliver Mitchell, John Audino, Manny Stevens, Anthony Terran; saxofon: Anthony Ortega, Peter Christlies, John Kelso, Gene Cipriano; valthorn: Dick Perrisi, William Hinshaw. 24 juni 1968 - I Got a Woman / I Got a Woman - Blue Moon / Young Love / Oh Happy Day / Baby What's Wrong (instrumental) - When It Rains It Really Pours / When It Rains It Really Pours - Blue Christmas / Baby What's Wrong (instrumental) - Are You Lonesome Tonight? / That's My Desire - That's When Your Heartaches Begin - Peter Gunn / Baby What's Wrong (instrumental) - Love Me - When My Blue Moon Turns to Gold Again - Blue Christmas / Santa Claus Is Back in Town 25 juni 1968 - Danny Boy (instrumental) - Baby What You Want Me to Do (instrumental) - Love Me - Tiger Man - That's All Right / Peter Gunn (instrumental) / Santa Claus is Back in Town - Lawdy Miss Clawdy - One Night - Blue Christmas - Baby What You Want Me to Do - When My Blue Moon Turns to Gold Again - Blue Moon of Kentucky Inspelat av Joe Esposito på Elvis bandspelare. Musiker Gitarr: Elvis Presley, Scotty Moore, Charlie Hodge; slagverk: D.J. Fontana, Alan Fortas; tamburin: Lance Legault 27 juni 1968, kl. 18.00 - That's All Right - Heartbreak Hotel - Love Me - Baby What You Want Me to Do - Blue Suede Shoes - Baby What You Want Me to Do - Lawdy Miss Clawdy - Are You Lonesome Tonight? - When My Blue Moon Turns to Gold Again - Blue Christmas - Trying to Get to You - One Night - Baby What You Want Me to Do - One Night - Memories (sång till förinspelad musik) 27 juni 1968, kl. 20.00 - Heartbreak Hotel - Baby What You Want Me to Do - That's All Right - Are You Lonesome Tonight? - Baby What You Want Me to Do - Blue Suede Shoes - One Night - Love Me - Trying to Get to You - Lawdy Miss Clawdy - Santa Claus is Back in Town - Blue Christmas - Tiger Man - When My Blue Moon Turns to Gold Again - Memories (sång till förinspelad musik) Musiker Gitarr: Elvis Presley, Scotty Moore, Charlie Hodge; slagverk: D.J. Fontana, Alan Fortas; tamburin: Lance Legault 29 juni 1968, kl. 18.00 - Heartbreak Hotel / Hound Dog (ofullbordad) - One Night (ofullbordad) - Heartbreak Hotel / Hound Dog / All Shook Up - Can't Help Falling in Love - Jailhouse Rock - Don't Be Cruel - Blue Suede Shoes - Love Me Tender - Trouble / Guitar Man - Baby What You Want Me to Do - If I Can Dream (playback) 29 juni 1968, kl. 20.00 - Heartbreak Hotel (felaktig start) - Heartbreak Hotel / Hound Dog / All Shook Up - Can't Help Falling in Love - Jailhouse Rock - Don't Be Cruel - Blue Suede Shoes (felaktig start) - Blue Suede Shoes - Love Me Tender - Trouble (felaktig start) - Trouble (felaktig start) - Trouble / Guitar Man (ofullständig) - Trouble / Guitar Man (använd till medleyt) - Trouble / Guitar Man - If I Can Dream (playback) Musiker Gitarr: Elvis Presley, Tommy Tedesco, Michael Deasy, Al Casey; bas/keyboard: Larry Knechtal; bas: Charles "Chuck" Berghofer; piano: Don Randi; trummor Hal Blaine; slagverk: John Cyr, Elliot Franks; bongotrummor: Frank DeVito; munspel: Tommy Morgan. Bakgrundssångare The Blossoms: (Darlene Love, Jean King, Fanita James) Orkester: Dirigent: Billy Goldenberg; arrangörer: Billy Goldenberg, Jack Elliott; violin: Leonard Atkins, Leonard Malarsky, Sidney Sharp, Thelma Beach, Marvin Limonick, Joseph Stepansky, Alexander Murray, Ambrose Russo; cello: Eleanor Saltkin, Paul Bergstrom, Christine Walevska, Emmett Sargeant, Richard Noel, Frank Rosolino, Ernest Tack; trombon: Francis Howard; trumpet: Oliver Mitchell, John Audino, Manny Stevens, Anthony Terran; saxofon: Anthony Ortega, Peter Christlies, John Kelso, Gene Cipriano; valthorn: Dick Perrisi, William Hinshaw. 27 juni 1968 - Big Boss Man (nöjesstråk #1) - It Hurts Me (nöjesstråk #2) 28 juni 1968 - Sometimes I Feel Like a Motherless Child / Where Could I Go But to the Lord / Up Above My Head - Up Above My Head / Saved - Let Yourself Go (bordellscen #1, #2, #3) 30 juni 1968 - Nothingville (väg #1, playback) - Guitar Man (väg #2, sångpålägg) - Guitar Man (väg #3, sångpålägg) - Guitar Man (öppningsscen #3, playback) - If I Can Dream (sång till förinspelad musik) - Trouble (sångpålägg) / Guitar Man (öppningsscen #1, playback) - Guitar Man (gränd, sångpålägg) - Little Egypt / Trouble (nattklubb, sångpålägg) - Trouble (diskotek, sångpålägg) - Trouble (restaurang, sångpålägg) |

## Efterspelet

### Redigeringen och tv-sändningarna
Steve Binder redigerade det inspelade materialet. Med det nytillkomna improvisationssegmentet, som han ville ha med så mycket som möjligt av, sammanställde han ett 90-minutersprogram. I verkligheten blev det dock bara 76 minuter långt, eftersom man behövde ge plats åt reklamen. Innan de skildes åt den sommaren, visade Binder showen för alla i projektet. Elvis ville se programmet igen men denna gång tillsammans med bara Binder. De såg det ytterligare tre gånger och Elvis sade: "Steve, jag kommer aldrig [mer] att sjunga en låt som jag inte tror på, och jag kommer aldrig [mer] att göra en film som jag inte tror på. Från och med nu vill jag bara göra verkligt bra saker".
Binder ansökte om tillstånd att få utöka sändningstiden till 90 minuter, men showens sponsor Singer gick inte med på det. Han tvingades därför beskära programmet till den timme som de hade kommit överens om, eller rättare sagt 50 minuter, där den återstående tiden togs upp av reklam. Den 60-minutersversion som sändes i USA på NBC den 3 december 1968 innehöll därför bara korta utdrag från improvisationsdelen placerade på olika ställen och mestadels för att binda samman produktionssegmenten.
Efter att Binder gjort redigeringen klar och skickat materialet, kallades han till ett möte med ledningen för NBC, där Parker var närvarande. Parker lät meddela att han inte tänkte tillåta NBC att sända programmet om det inte fanns någon julsång med. Inspelningarna var över och Binder visste att han inte hade spelat in någon jullåt. Men Elvis hade sjungit "Blue Christmas" under improvisationssegmenten och Binder erbjöd sig att ersätta en av de andra låtarna (som visade sig bli "Tiger Man") med den. Och med det beslutet lät sig Parker nöja. När showen repriserades i augusti 1969 hade dock "Tiger Man" återinsatts. I Storbritannien sändes programmet första gången under namnet "The Fabulous Elvis" den 31 december 1969. I Sverige kom 50-minutersprogrammet "Elvis TV Special" att sändas den 22 mars 1970 klockan 20.40 i dåvarande TV1 – i tv-tablåerna benämnt endast Elvis Presley. Enligt journalisten Börje Lundbergs artikel i Expressen, var det efter 14 års väntan äntligen dags för "ett TV-program med superstjärnan", där showen framför allt visade på "hans mångsidighet".
Den 20 november 1977, tre månader efter Elvis död, sände NBC en tre timmar lång hyllningsspecial med titeln Memories of Elvis" med Ann-Margret som värd. Detta var första gången som hela det ursprungliga nittio minuter långa programmet visades för allmänheten, med bordellsegmentet återinfört. Binder menade att det var en ren tillfällighet att man råkade ta fel band och i stället för det program som sändes 1968 sände den tidigare aldrig visade längre versionen. Från och med då kom också bara den långa versionen att visas världen över.
Först i samband med att HBO köpte improvisationssegmentet från RCA och Elvis Presley Estate för en miljon dollar, och sände hela den första Sit-Down-showen under namnet "One Night With You" den 5 januari 1985, kom detta avsnitt av showen att också fånga allmänhetens fulla uppmärksamhet.

### Premiärsändningen och tittarsiffrorna
Programmet, som vid den tiden hette bara ELVIS, eller Singer presents ELVIS, sändes första gången i USA den 3 december 1968. Det sågs av 42 procent av den totala tittande tv-publiken, och det var NBC:s högsta tittarsiffror under hela året. Det var också det högst rankade programmet på bästa sändningstid under hela tv-säsongen 1968–1969. Dessutom hade det veckans högsta tittarsiffror och var årets mest sedda tv-special bland kvinnor i åldern 18 till 49. Inom några veckor efter sändningen kom showen allmänt att benämnas '68 Comeback Special, eller helt enkelt The Comeback Special.
Vid tiden var det den första tv-showen som under bästa sändningstid tillägnades endast en artist. Sit-Down-showen var ungefär så okonstlad som man kan föreställa sig och var en föregångare till vad som mer än tjugo år senare skulle bli känt i tv som en "unplugged" (akustisk) spelning. Det är numera också en allmänt vedertagen uppfattning att det var den första konserten "unplugged" av en rock-and-roll-artist.

### Omdömen, kritik

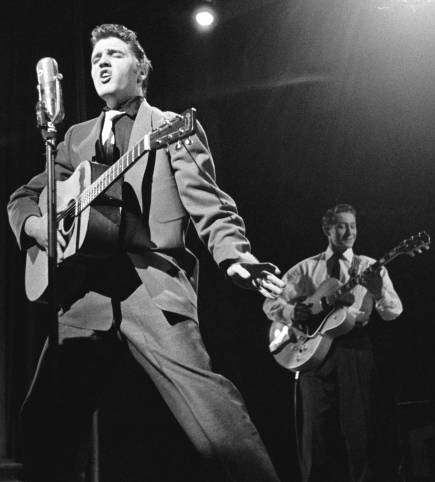
Elvis Presley och Scotty Moore under ett framträdande 1956. Robert Palmer beskrev samspelet mellan Elvis, Scotty Moore och D. J. Fontana under Sit-Down-showerna som telepatiskt.

Kritiken av showen var vid tiden för premiären blandad. På New York Times berömde man den och kallade Elvis "karismatisk". Andra använde ord som "fräscht", "tufft", "humoristiskt" och "magiskt" för att beskriva det som såväl kritiker som publik ansåg vara årets musikaliska överraskning. Många hade helt enkelt glömt vad Elvis var kapabel till. Flera av dem som saknade direkt anknytning till rock and roll var dock mer negativa. The Hollywood Reporter tyckte att det mest "såg ut som om någon av misstag hade råkat spela in repetitionen". Och Elvis Presleys gamla antagonist, Variety, fördömde "Presleys insinuation om simpelt, tanklöst, illitterat sex", och menade att han fortfarande inte kunde sjunga. Detta skrev de den 5 december, dagen efter att man i New York Times hade rapporterat att Storbritanniens ledande musikmagasin, New Musical Express, hade röstat fram Elvis som årets bästa manliga sångare. Ytterligare andra var positivt entusiastiska i sitt beröm av Elvis och hyllade återkomsten av en äkta amerikansk pionjär. I synnerhet var recensionerna i den ungdomsorienterade rockpressen bra, och man uppmuntrade de yngre fansen att betrakta Elvis i ett nytt ljus. Musikkritikern Jon Landau skrev följande i tidningen Eye: 
| ” | Det är något magiskt med att se en man som har förlorat sig själv hitta tillbaka hem. … Han sjöng med den sortens styrka som folk inte längre förväntar sig av rock'n'roll-sångare. Han rörde sin kropp med en sådan brist på anspänning och ansträngning att det måste ha gjort Jim Morrison grön av avund. Och medan de flesta låtarna visserligen var tio eller tolv år gamla, framförde han dem som om de var skrivna i går." (Jon Landau, "Eye on Records", Eye Magazine, vol. 2, no. 4, april 1969, s. 14) | „ |

Senare kom erkända rockkritiker att hylla Elvis framträdanden på tv-specialen. Robert Palmer beskrev samspelet mellan Elvis, Scotty Moore och D. J. Fontana som telepatiskt och utbrast: "detta är så bra rock and roll som det kan bli." "Det var hans livs bästa musik", skrev rockkritikern Greil Marcus i en tillbakablick några år senare: "Om det någonsin har funnits musik som blöder, så var det den här". Musikrecensenten John Bush menade att det bestående intrycket av tv-specialen var hur mycket den förutsade resten av Elvis karriär. Under 1970-talet lät Elvis "förhärliga rockmusiken med en rättrogen blandning av rock och soul, gospel och pop, blues och country."

### Album, singlar, dvd:er och Blu-ray
Den första låten från inspelningen som släpptes på skiva gick relativt obemärkt förbi. "Tiger Man" från den andra Sit-Down-showen återfanns på samlingsalbumet Singer Presents Elvis Singing Flaming Star and Others, som utkom den 1 oktober 1968. Albumet från showen, Elvis (NBC TV Special), släpptes i december 1968 och nådde plats 8 på den amerikanska Billboard 200-listan, samtidigt som det nådde 2:a plats i Storbritannien. Det sålde 500 000 exemplar i första utgivningen och med tiden en miljon exemplar (platina) och blev Elvis första album som sålde guld sedan 1963. Det var också hans första topp-tio-album sedan januari 1966, och det åtföljdes av en ny nivå av kritisk respekt och ökat intresse. Senare har musiken givits ut i nya format många gånger.
Strax innan tv-specialen sändes, släppte RCA singeln "If I Can Dream". Den nådde 12:e plats på den amerikanska Billboard Hot 100-listan och 11:e plats i Storbritannien. Även om det var en besvikelse var det Elvis bästa singelplacering på mer än tre år. Den sålde 800 000 exemplar och så småningom en miljon (trots att RIAA listar den som enbart guld), och blev Elvis första guldskiva på flera år. "Memories" släpptes som singel den 25 februari 1969, men den nådde blott plats 35 på den amerikanska Billboard Hot 100-listan. Elvis kom att framföra den ett antal gånger live under första säsongen i Las Vegas 1969.
Med tiden släpptes showen på video och senare på dvd och Blu-ray. Första gången den utgavs var 1985, då den längre showen (76 minuter) utkom på VHS under namnet Elvis – '68 Comeback Special. År 2004 släpptes Elvis: '68 Comeback Special Deluxe Edition, med tre dvd:er innehållande till synes allt som är tillgängligt av det som filmades för showen, nästan alla tagningar. Där finns tv-specialen (även om scenen med "It Hurts Me" saknas), båda Sit-Down- och Stand-Up-showerna, och det bortklippta materialet från produktionsnumren. I Sverige toppade utgåvan försäljningslistan vecka 28, 2004. År 2006 utkom en Special Edition på endast en dvd innehållande en ny version av showen utökad till 94 minuter genom tillägg från Sit-Down- och Stand-Up-showerna och där "It Hurts Me" är med. År 2008 släpptes all musik från showen – originalsoundtracket, repetitionerna och de fyra liveframträdandena – på fyra cd:ar med titeln The Complete '68 Comeback Special.
Tio år senare, i samband med 50-årsjubileet av showen år 2018, utkom Elvis Presley – '68 Comeback Special: 50th Anniversary Edition på 5 cd:ar och 2 Blu-ray-skivor. Vad gäller musiken på cd:arna innehåller de detsamma som utgåvan 2008 (förutom "A Little Less Conversation", som har visat sig inte tillhöra 68-Comeback-inspelningarna). Dessutom ingår en femte cd, The Wrecking Crew Sessions, med 19 spår med olika tagningar av icke-live-materialet. De två Blu-ray-skivorna innehåller alla de 7,5 timmarna med filmat material som också förekommer på Deluxe-utgåvan från 2004. Dessutom innehåller de vad som uppges vara den ursprungliga versionen som sändes på tv 1968, men som är den omredigerade litet längre versionen (57 minuter) som släpptes 2004 och som innehåller bordellscenen. Blu-ray-utgåvan har också förbättrad bildkvalitet. Emellertid innehåller ingen av de officiellt utgivna versionerna den ursprungliga show som sändes i december 1968 och som från början gav upphov till alla lovord.

### Showens effekt på Elvis karriär

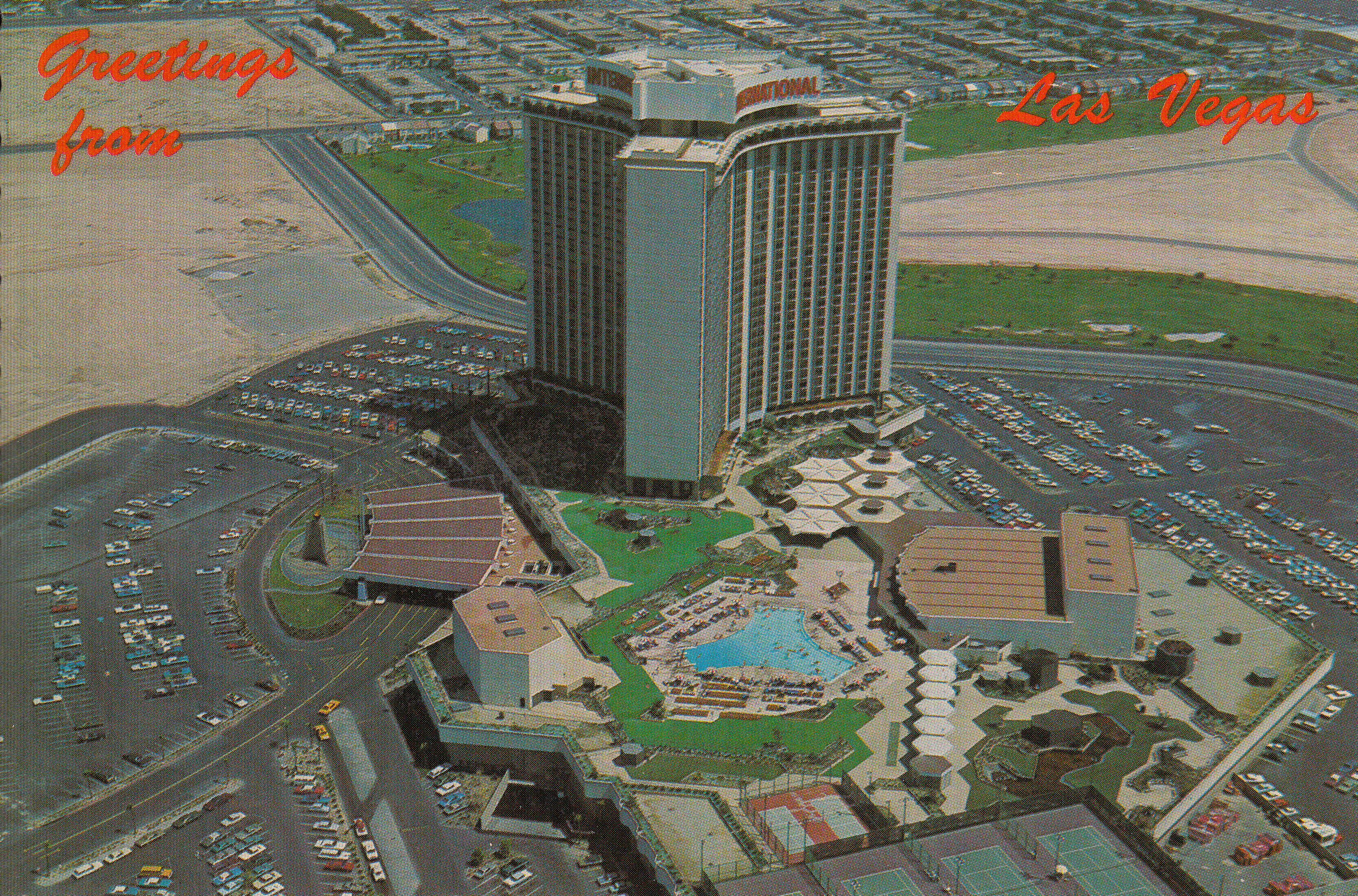
International Hotel i Las Vegas, där Elvis gjorde sin premiärspelning live inför publik den 31 juli 1969.

Skivförsäljningen var inte exceptionell, särskilt inte betraktad i ljuset av den försäljning som Elvis Presley hade haft tidigare. Dock göt framgången med tv-showen nytt liv i hans karriär, och banade bokstavligen väg för hans återkomst till liveframträdanden. I slutänden förändrade den nästan allt i hans liv. Han var tillbaka, likaså hans artisteri och hans värdighet. Parker förhandlade fram ett avtal med International Hotel i Las Vegas, och den 31 juli 1969 kom Elvis att till strålande recensioner uppträda inför publik på en stor scen för första gången på över åtta år. Han kom under de åtta återstående åren av sitt liv att ge över 1 100 konserter.
Än viktigare var måhända att framgången med tv-showen ledde till att Elvis återvände till inspelningsstudion för att återigen spela in musik av kvalitet. Elvis bestämde sig för att i stället för att resa till RCA Studios i Nashville spela in i Memphis för första gången sedan han lämnade Sun Records 14 år tidigare 1955. Han vände sig till Chips Momans American Sound Studio, och under januari och februari 1969 spelade han in fler än trettio låtar där. Flera av dessa kom att betraktas som några av hans mest ikoniska.
Denna inspelning resulterade i bland annat det kritikerrosade albumet From Elvis in Memphis som blev ett av hans karriärs bästa och viktigaste album. Det var ett album som befäste hans återkomst som en sångare som fortfarande kunde göra avtryck i musikbranschen. Det tillkännagav också hans nya musikstil med ett större ljud som skulle definiera hans karriär under återstoden av hans liv.
Inspelningen gav dessutom upphov till flera singlar som hamnade på topplistorna. Till dessa räknas den kritikerrosade "Kentucky Rain". Tre singlar blev topp-tio-placerade i USA. "Don't Cry Daddy" nådde plats 6 och sålde 1,2 miljoner exemplar. Protestsången "In the Ghetto" nådde plats 3 och sålde också den 1,2 miljoner exemplar och kom att dominera radiospellistorna. Den blev Elvis största försäljningsframgång sedan "Can't Help Falling in Love" 1961, och i Sverige låg den etta på Kvällstoppen under sju veckor den 8 juli–19 augusti 1969. Sist men inte minst spelade han in "Suspicious Minds", som blev Elvis första nummer-ett-singel i USA på sju år.